# Culicoides klossi
Culicoides klossi är en tvåvingeart som beskrevs av Edwards 1933. Culicoides klossi ingår i släktet Culicoides och familjen svidknott. Inga underarter finns listade i Catalogue of Life.